# Pseudocolopteryx dinelliana
Pseudocolopteryx dinelliana е вид птица от семейство Tyrannidae. Видът е почти застрашен от изчезване.

## Разпространение
Видът е разпространен в Аржентина, Боливия и Парагвай.